# Cassandra

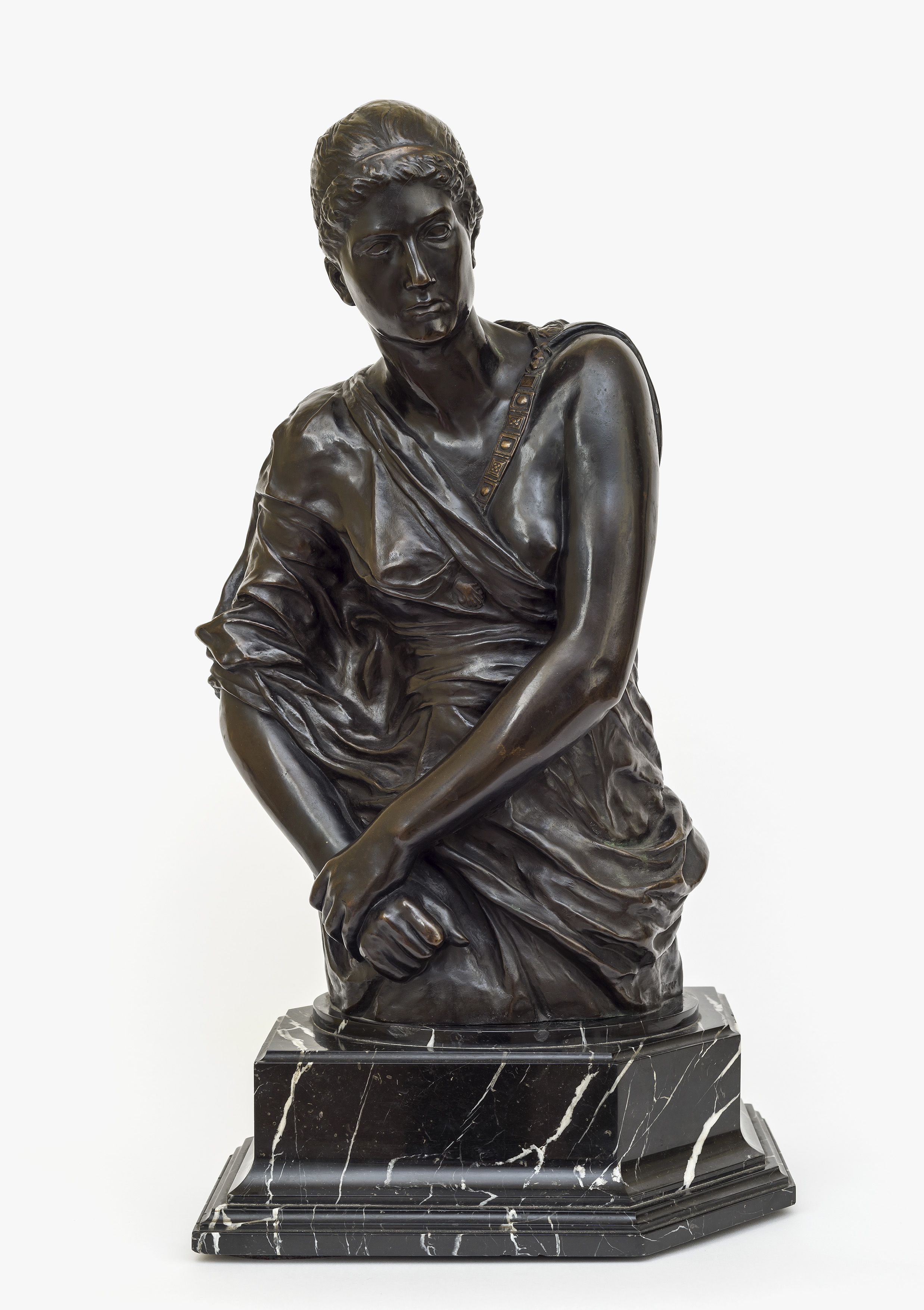
Busto de Cassandra, da autoria de Max Klinger.

Na mitologia grega, Cassandra (em grego: Κασσάνδρα), por vezes também referida como Alexandra, é uma profetisa do deus Apolo que possuía o dom de anunciar profecias nas quais ninguém acreditava, sendo por isso considerada louca. Seu destino trágico, de fazer previsões corretas e não ser ouvida, a tornou um símbolo do silenciamento de vozes que fazem previsões corretas, mas sombrias sobretudo mulheres. 

## História
Filha dos reis de Troia, Príamo e Hécuba, Cassandra tinha 18 irmãos, entre os quais Heitor, Páris e Políxena e era a irmã gêmea de Heleno que também era vidente. 
A personagem aparece pela primeira vez na Ilíada  considerada a mais bela das filhas de Príamo  e estava noiva de um principe aliado dos troianos que morre na guerra lutando com os gregos. Mais tarde, ela reaparece para os funerais de Heitor. Na Ilíada, a personagem Cassandra ainda não é mencionada como profetisa ou sacerdotisa de Apolo. Mais tarde, ela faz uma aparição na Odisseia durante a visita de Odisseu ao mundo dos mortos, mas nada fala. Ela esta ao lado de Agamemnon e o leitor é informado que ela foi morta, junto com ele, por Clitemnestra. 
O dom da profecia de Cassandra só será mencionado pela primeira vez na obra Cypria, parte do Ciclo épico, no século VII AC, mas não há ainda qualquer menção a uma maldição ou relacionamento com Apolo. A relação com o deus só será mencionada na peça de Ésquilo, Agamemnon, séculos depois, mas se tornou a versão mais popular do mito. 
Nessa versão, Apolo teria se apaixonado por Cassandra. Na peça de Ésquilo, Cassandra afirma que teria prometido seu amor ao deus, mas depois voltou atrás.  Cabe notar que na peça de ela já tinha o dom da profecia antes: 
"Corifeu: Antes exercitaste esse teu dom profético?
Cassandra: Vaticinei a meus concidadãos troianos os males e desastre que os arruinariam.
Corifeu: E não te perseguiu a cólera de Apolo?
Cassandra: Depois que o enganei, fugindo de seus desejos, não mais se dava crédito a meus vaticínios. " 
Irritado, Apolo retira-lhe, assim, o dom da persuasão, fazendo com que ninguém acreditasse nas suas profecias.
Outra versão do mito conta que pelo nascimento de Cassandra e do seu irmão gémeo, Heleno, os pais teriam dado uma festa no templo de Apolo e ter-se-iam esquecido lá das crianças. No dia seguinte, quando voltaram para as buscar, tê-las-iam encontrado a dormir enquanto serpentes passavam as suas línguas pelos seus ouvidos. Mais tarde, tanto Cassandra como Heleno revelaram dons proféticos.

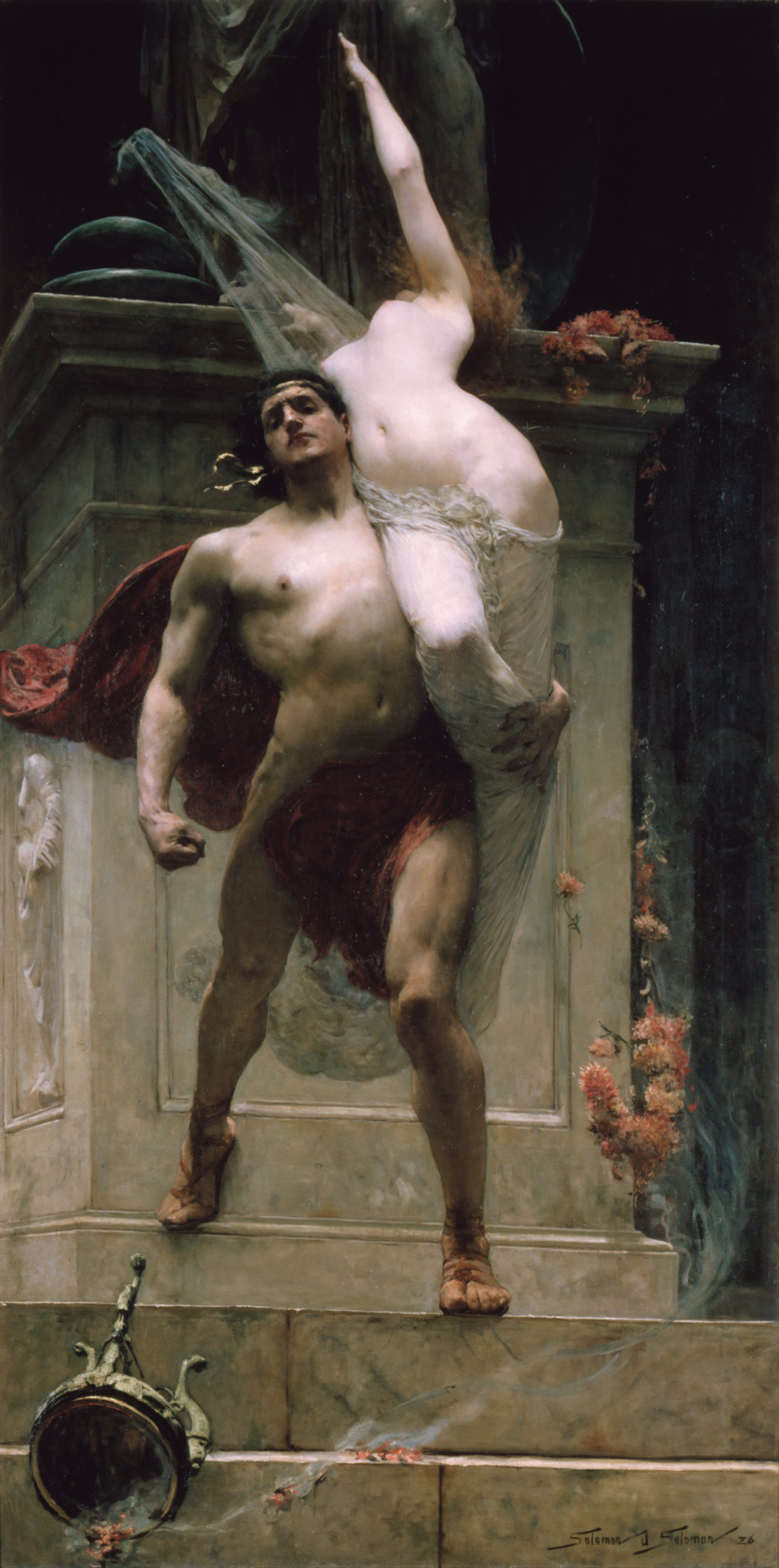
Ájax e Cassandra
Solomon Joseph Solomon, 1886

Cassandra torna-se uma figura importante no que diz respeito à Guerra de Tróia, pois profetizou o que iria acontecer. Ela teria profetizado da guerra caso seu irmão Paris trouxesse uma noiva grega e depois avisou várias vezes da derrota e destruição da cidade. Ela nunca era ouvida e segundo algumas versões chegou a ser trancada numa torre durante a guerra para impedir que suas profecias abalassem a moral da população. 
Mais tarde, no fim da guerra, ela teria profetizado do desastre caso os troianos levassem o cavalo de madeira para dentro das muralhas, mas novamente não foi ouvida. Consequentemente, Troia é vencida e destruída pelos gregos.
Arctino de Mileto, em Iliupersis, relata que quando a cidade foi tomada pelos gregos, Cassandra refugiou-se no templo da deusa Atena de onde foi retirada com violência por Ájax, que chegou a derrubar a estátua da deusa que Cassandra agarrava entre os braços. Lícofron, no seu poema Alexandra, acrescenta que Cassandra chegou mesmo a ser violada. 
Por terem deixado Ájax sem castigo por este acto, os gregos irão sofrer grandes e graves tormentas no seu longo regresso a casa, como nos relata Eurípides na sua tragédia As Troianas. A deusa Atena, ultrajada pela ofensa ao seu tempo, pede a Posídon que mande um forte tempestade sobre os grega o que leva a morte do Ájax Locrian e boa parte do exército. 
Na partilha das mulheres troianas,  Cassandra foi entregue ao chefe do exército grego e rei de Micenas,  Agamemnon  como despojo de guerra e ele a transformou em sua concubina. Em seguida, ela foi levada para Grécia onde ambos encontrarão a morte às mãos da mulher do rei, Clitemnestra  pouco depois do fim da guerra.
.Em outras versões, Agamemnon demoraria a retornar a Grécia e Cassandra teria tido filhos gêmeos,  Telédamo e Pélops de Agamemon . Os bebés seriam assassinados juntos com seus pais. 
-Cassandra na Literatura:
A trágica personagem da profetisa Cassandra figura em muitas obras literárias desde a Antiguidade até os dias hoje, em alguns casos como protagonista. Além de suas breves participações na Ilíada e Odisseia, Cassandra tem papel de destaque em duas importantes tragédias gregas Agamemnon de  Ésquilo e As Troianas de Eurípides. As duas peças descrevem os principais traços pelos quais a personagem seria conhecida na posteridade. Apesar disso, o retrato de Cassandra apresenta diferenças significativas nas duas obras.  
Em Ésquilo vemos uma Cassandra desesperada que tenta a todo preço avisar o coro da sua morte e da morte de Agamemnon. Ela lamenta seu destino, mas parece conformada a escravidão e não demonstra particular rancor por Agamemnon. A sua intensa reação emocional na obra é direcionada a Clitemnestra, que irá assassiná-la, e ao deus Apolo. Em Agamemnon, Cassandra tem uma relação complexa com o deus ao qual ela parece culpar por seu destino "Apolo! Apolo dos caminhos! Perco-me! Perdeste-me, cruel, mais uma vez!"
Em outros momentos, ela se refere com orgulho aos dons que recebeu do deus e parece tentar obter uma salvação de seu drama suplicando a ele. Ao perceber que não pode fugir da morte, ela antes se despe dos trajes sacerdotais em aparente revolta com sua situação, mas ao mesmo tempo diz que o próprio Apolo a despojara de suas insignias religiosas. Na sua fala final, ao entrar na casa dos Atridas para morrer, ela fala que "É o meu destino... Vou, então, chorar lá dentro por mim e por Agamemnon... Basta desta vida!" 
Já em As Troianas de Eurípides, Cassandra tem um comportamento muito diferente tanto em relação a Apolo quanto a Agamemnon e a seu próprio destino. Na peça de Eurípides, não há qualquer menção a uma maldição de Apolo ou qualquer animosidade contra o deus. Ao contrário, a raiva de Cassandra se volta para os gregos que destruíram sua cidade e para seu líder, Agamemnon. No início de sua participação a profetisa é julgada louca por dançar com tochas e cantar, recriando o ritual de casamento dos gregos. Ela é criticada por sua mãe, Hécuba, por estar feliz num momento de tragédia. Logo se descobre que a motivação de Cassandra é outra. Como profetisa ela sabe que vai morrer, mas aceita sua morte já que ela seria necessária, assim como o seu "casamento" com Agamemnon para que ele também fosse assassinado por sua mulher Clitemnestra. 
Na peça de Eurípides, ela também se despe de suas vestes sacerdotais, mas esse ato é totalmente diferente do visto antes em Ésquilo, neste a personagem se despe das vestes em uma afronta a Apolo, enquanto em As Troianas é uma despedida cheia de afeto em que ela se afasta com dor de suas vestes e do deus: 
"Ah, Insígnias de meu deus querido, adornos de horas de êxtase!
Ide! Adeus! Arranco-vos de mim! Enquanto tenho o corpo, como agora,
puro, atiro-vos ao todas ao ventos céleres pedindo-lhes que as transportem ao
profeta soberano!
Onde estará a nau do grande chefe? Onde embarcarei?
Colhe logo o vento para tuas velas, pois conduzes
junto a mim, daqui, o gênio da vingança inevitável.
(...) Voltarei depressa, vencedora, à morada dos mortos,
pois a casa dos Atridas desmoronará em breve! "
Cassandra será também a protagonista do texto de Lycophron Alexandra. Alexandra era outro nome usada para designar a personagem, o seu nome grego segundo Pausânias. O texto de Lycophron funciona como uma grande relato profético em que um escravo de Príamo anota as profecias que Cassandra/Alexandra faz enquanto está numa torre onde foi aprisionada por seu pai. As profecias vão da era dos heróis ao período do autor sempre num estilo oracular enigmático. 
Outra importante obra na qual Cassandra surge como profetisa é a Eneida de Virgílio que acompanha a personagem durante o saque de Troia. Ela terá papel central na peça Agamemnon de Séneca e será mencionada pelo seu talento como profetisa em obras de muitos autores que descrevem a guerra de Troia como o Díctis de Creta, Darius Frígio e Quintus Smyrnaeus.  

## Estudos sobre Cassandra
- Davreux, J. (1942). La légende de la prophétesse Cassandre d’après les textes et les monuments. Paris: Les Belles Lettres.
- Epple, Thomas (1993). Der Aufstieg der Untergangsseherin Kassandra. Würzburg: Königshausen und Neumann.
- GIL, Isabel Capeloa (2007). Mitografias - Figurações de Antígona, Cassandra e Medeia no drama de expressão alemã do séc. XX, vol. I. e II. Lisboa: Imprensa Nacional - Casa da Moeda.
- Goudot, Marie (ed.) (1999). Cassandre. Paris: Autrement.
- Leite, Mariana (2017). “Cassandra, a Sibila de Afonso X: Das profecias da princesa troiana na General Estoria”. Guarecer, 2, 41-53.
- Mazzoldi, Sabina (2001). Cassandra, La vergine e l’indovina. Pisa: Istituti Editoriali e Poligrafici Internazionali.
- Schapira, Laurie Layton (1988). The Cassandra Complex. Living with disbelief: a modern perspective on hysteria. Toronto: Inner City Books.
- Vinagre, Sandra Pereira (2014). “Ecos de Cassandra num Auto de Gil Vicente”, Dedalus, 17-18, vol. I, Lisboa: Cosmos, pp. 171-187.
- Vinagre, Sandra Pereira (2015). Cassandra, between knowledge and suffering. In H. Vial & A. Cremoux (Eds.), Figures Tragiques du Savoir (199-209). France: Septentrion.